# Quercus garlandensis
Quercus garlandensis är en bokväxtart som beskrevs av Ernest Jesse Palmer. Quercus garlandensis ingår i släktet ekar, och familjen bokväxter. Inga underarter finns listade.